# Saint-Béat-Lez
Saint-Béat-Lez község Franciaország Okcitánia régiójában, Haute-Garonne megyében. Új községként 2019. január 1-jén jött létre két korábbi község: Lez és Saint-Béat egyesítésével. Lakosainak száma 385 fő (2022. január 1.).

## Népesség
| Lakosok száma | 382  | 382  | 383  | 383  | 384  | 385  |
|               | 2017 | 2018 | 2019 | 2020 | 2021 | 2022 |